# Cimetière militaire turc
Le cimetière militaire turc, en maltais : Iċ-Ċimiterju tat-Torok, en turc : Türk ehitliği, également connu sous le nom de cimetière militaire ottoman, en turc : Osmanli Şehitliği, est un cimetière situé à Marsa, à Malte. Commandé par le sultan ottoman Abdülaziz, pour remplacer un ancien cimetière musulman, il est construit entre 1873 et 1874. Ce cimetière est conçu par l'architecte maltais Emanuele Luigi Galizia (en), dans un style orientaliste exotique. Il est entretenu par le gouvernement turc. À l'origine, le cimetière était désigné sous le nom de cimetière Mahomedan, comme l'indiquent certains documents. Il était également appelé le cimetière des martyrs en Turquie, par exemple sur une peinture historique

### Source de la traduction
- (en) Cet article est partiellement ou en totalité issu de l’article de Wikipédia en anglais intitulé « Turkish Military Cemetery » (voir la liste des auteurs).